# Porta Ticinese
Porta Ticinese (antes conocida como Porta Cicca, y durante el gobierno napoleónico como Porta Marengo) es una antigua puerta de la ciudad de Milán, Italia. La puerta, orientada al suroeste, se creó por primera vez con las murallas españolas de la ciudad, en el siglo XVI, pero la estructura original fue posteriormente demolida y reemplazada a principios del siglo XIX. El nombre "Porta Ticinese" se utiliza tanto para referirse a la puerta propiamente dicha como al distrito circundante, que forma parte de la división administrativa de la Zona 6. En el mismo distrito también hay una puerta medieval homónima, aunque en el habla común se suele asumir que el nombre "Porta Ticinese" se refiere a la puerta del siglo XIX.
La puerta de Porta Ticinese es uno de los edificios emblemáticos de Milán y una atracción turística popular.
El nombre "Porta Ticinese" significa "Puerta del Ticino", en referencia al río Ticino, que atraviesa el valle Po al suroeste de Milán. El nombre "Porta Cicca" surgió durante el dominio español de Milán en el siglo XVI, siendo "Cicca" una distorsión de la palabra española chica, es decir, "pequeña". El nombre "Porta Marengo", que se usó en el siglo XIX, hace referencia al pueblo de Marengo ubicado al suroeste de Milán, ahora llamado Spinetta Marengo, escenario de la Batalla de Marengo entre el ejército francés comandado por Napoleón y el ejército austríaco.

## La puerta

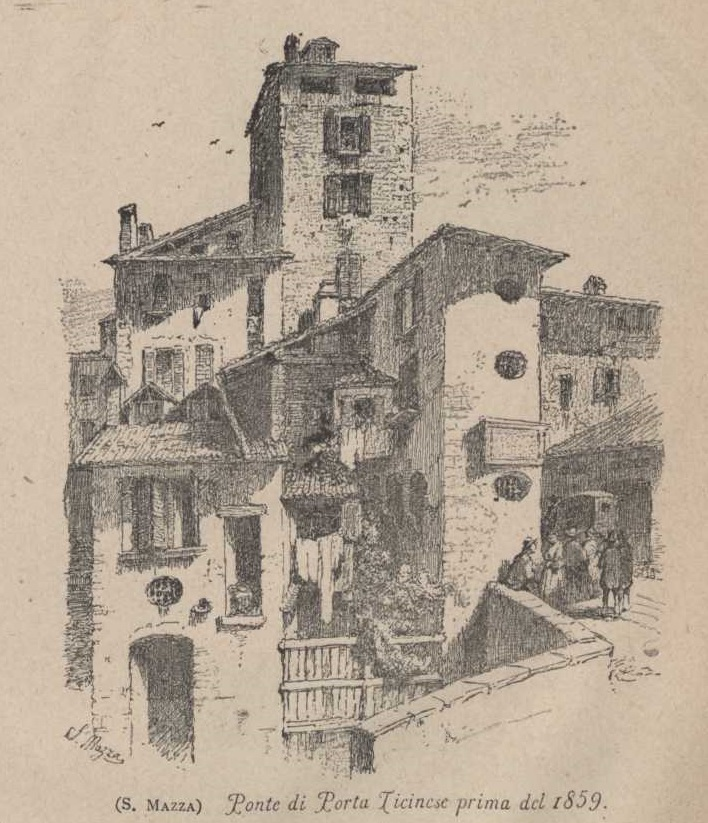
Porta Ticinese antes de 1859. Ilustración de S. Mazza, 1886.

Una "Porta Ticinese" ya formaba parte de las murallas medievales de Milán (siglo XII); como uno de los pocos vestigios de las murallas medievales que aún están en su lugar y actualmente se encuentra en la misma zona que la moderna "Porta Ticinese" pero más cerca del centro de la ciudad (ya que las murallas medievales encerraban un área más pequeña que las murallas españolas). La ubicación actual de la puerta (en una plaza que ahora se llama "Piazzale XIV Maggio") se estableció durante el dominio español, en el siglo XVI. A principios del siglo XIX, la mayoría de las puertas españolas fueron demolidas y reemplazadas por nuevas estructuras destinadas a servir como puertas de peaje. Este fue también el caso de Porta Ticinese. La nueva estructura fue diseñada por Luigi Cagnola en estilo neoclásico y realizada entre 1801 y 1814. 
La estructura de Cagnola consta de pilares macizos y columnas de orden iónico coronadas por un gran tímpano, y se considera uno de los ejemplos destacados de la arquitectura neoclásica de Milán.
En 1815, después de las guerras napoleónicas, se añadió al tímpano una inscripción que dice "PACI POPVLORVM SOPITAE" (en latín, "a la paz que libera a los pueblos").

## El distrito

Escudo de la Porta Ticinese rione

El área que rodea Porta Ticinese es un barrio histórico de Milán; tiene su escudo de armas: un taburete rojo de tres patas sobre un fondo plateado. 
El distrito es parte del área de Navigli de Milán, que es rica en monumentos, atracciones turísticas, vida nocturna y más, y califica como una de las áreas más importantes de Milán fuera del centro histórico. Incluye la notable Basílica de Sant'Eustorgio, una basílica que fue establecida en la Edad Media y restaurada varias veces a lo largo de los siglos, de modo que la estructura románica original se ha complementado con elementos renacentistas . Sant'Eustorgio está ubicado en un conocido parque de la ciudad llamado Parco delle Basiliche, que también incluye otra basílica prominente, la de San Lorenzo . Cerca también se encuentran las Colonne di San Lorenzo, que se encuentran entre las ruinas romanas mejor conservadas de Milán. La plaza donde se encuentran las Colonne di San Lorenzo es también uno de los lugares clave de la llamada "movida milanesa", es decir, la vida nocturna.